# معركة هيراكليا
مَعْرَكة هَيراكِليا (باليونانية: Μάχη της Ηράκλειας) دَارَتْ رَحَاها عام 280 قبل الميلاد بين الجمهورية الرومانية تحت قيادة القنصل بوبليوس فاليريوس لافينوس، والقوات اليونانية المشتركة من إبيروس، وتارانتوم، وثيراي، وميتابونتوم، وهيراكليا تحت قيادة الجِنرال بيروس الإبيري، ملك إبيروس. هذه المعركة هي جزء من الصراع بين ماجنا غراسيا والجمهورية الرومانية الفَتية، والتي كانَت تحُاول بسط هَيمنتها على شبه الجزيرة الإيطالية بأكملها. كما أنَ المَعْرَكة تُجسد أول الاشتباكات بين العالم الروماني والعالم اليوناني.

## خلفية
كانت تارانتوم مستعمرة يونانية، وهي جزء من ماجنا غراسيا. كان أعضاء الحكومة البارزين في تارانتوم، الديموقراطيون بقيادة فيلوشاريس أو أينسياس، ضد روما، لأنهم كانوا يعلمون أنه إذا دخل الرومان تارانتوم، فإن الإغريق سيفقدون استقلالهم. كان الإغريق في تارانتوم قد أصبحوا خائفين من التوسع الروماني بعد الحرب السامنية الثالثة. كانت الحرب السامنية عبارة عن سلسلة من الصراعات (ثلاثة على وجه التحديد) استمرت 50 عامًا، حيث حرضت الجمهورية الرومانية ضد السامنيت، وهم السكان الأصليون لشبه الجزيرة الإيطالية. لقد كانوا شَرسين للغاية، وهددوا وجود روما نفسها واختتموا بخضوعهم لقوة روما. بعد استسلام السامنيين عام 290 قبل الميلاد، أسس الرومان العديد من المستعمرات في بوليا ولوكانيا، وأهمها فينوسيا. في عام 282 قبل الميلاد، بعد معركة ضد السامنيين والوكانيين والبروتيين والتوريين، دخلت القوات الرومانية المُستعمرات اليونانية الإيطالية كروتون ولوكروي وريجيوم. عرف الديمقراطيون من تارانتوم أنه بمجرد أن تنتهي روما من حربها مع الغال والوكانيين والإتروسكان والسامنيين والبروتيين، فإنهم سيدخلون تارانتوم. حدث آخر كان معنيًا بجزيرة تارنتين هو أن فصيل الحكومة الأرستقراطي في ثيراي الذي استولى على السلطة قد دعا حامية رومانية إلى مدينتهم. كان التارانتوم، الذين كانوا المرجع لجميع مستعمرات ماجنا غراسيا، قلقين للغاية بشأن هذه الخطوة.
كان فصيل الحكومة الثاني في تارانتوم هم الأرستقراطيين، بقيادة أجيس، الذين لم يعارضوا الاستسلام لروما، حيث سيؤدي ذلك إلى عودة الفصيل الأرستقراطي إلى السلطة. ومع ذلك، لم يستطع الأرستقراطيون الاستسلام مباشرة وأصبحوا غير محبوبين لدى السكان. في خريف عام 282 قبل الميلاد، احتفل تارانتوم بمهرجان ديونيسوس. أثناء وجودهم في مسرحهم أمام البحر، رأوا عشر سفن رومانية، مع جنود وإمدادات للحامية الرومانية في ثيراي، تدخل خليج تارانتو. طلبت الطبقة الأرستقراطية من لتاارانتوم من القادة الرومان بابليوس سكيبيو ولوسيوس فاليريوس فلاكوس اعتقال وإعدام الديمقراطيين وأتباعهم، مما سيسمح للأرستقراطيين بالاستسلام. كان التارنتين غاضبين، لأن الرومان قد وقعوا اتفاقًا بعدم الإبحار إلى خليج تارانتو، وأعدوا أسطولهم البحري لمهاجمة السفن الرومانية. غرق عدد قليل من السفن، وأسر واحدة.

### بيروس
علم التارانتوم أن فرصهم قليلة في الانتصار على روما. لذلكَ قرروا طلب المساعدة من الجِنرال بيروس الإبيري، ملك إبيروس. انتقل جيش وأسطول تارانتوم إلى ثيراي وساعدوا الديمقراطيين هناك على نفي الأرستقراطيين. انسحبت الحامية الرومانية الموجودة في ثيراي. أرسل الرومان بعثة دبلوماسية لتسوية الأمر واستعادة الأسرى لكن المفاوضات انتهت فجأة، لذلك أعلنت روما الحرب على تارانتوم. في عام 281 قبل الميلاد، دخلت الجيوش الرومانية بقيادة لوسيوس أميليوس باربولا تارانتوم ونهبتها. ثم خسر تارانتوم، مع تعزيزات سامنيت وسالنتين، معركة ضد الرومان. بعد المعركة اختار اليونانيون أجيس لتوقيع هدنة وبدء محادثات دبلوماسية. كما توقفت هذه المحادثات عندما دخل 3000 جندي من إبيروس بقيادة ميلون المدينة. انسحب القنصل الروماني وتكبد خسائر من هجمات السفن اليونانية.
قرر بيروس مساعدة تارانتوم لأنه كان مدينًا لهم - لقد ساعدوه في وقت سابق في غزو جزيرة كورسيرا. كان يعتقد أيضًا أنه يمكنه الاعتماد على مساعدة من سامنيت ولوكاني والحضارة الإتروسكانية وأومبريون والبروتانيون، وبعض القبائل الإليرية، وجميع الشعوب التي لها تاريخ في الصراع مع روما. كان هدفه النهائي هو إعادة غزو مقدونيا التي فقدها عام 285 قبل الميلاد، لكن لم يكن لديه ما يكفي من المال لتجنيد الجنود. خطط لمساعدة تارانتوم، ثم ذهب إلى صقلية وهاجمة قرطاج. بعد الانتصار في حربه ضد قرطاج والاستيلاء على جنوب إيطاليا، سيكون لديه ما يكفي من المال لتنظيم جيش قوي والاستيلاء على مقدونيا.

## المعركة

### التَجهيزات
لم يقم بيروس بالمسير ضد الرومان بينما كان ينتظر تعزيزات حلفائه، عندما فهم أن التعزيزات لن تأتي، قرر مواجهة الرومان في سهل بالقرب من نهر سيريس، بين باندوسيا وهراكليا. وعَسكرَ هُناك وانتظر. قبل القتال أرسلَ بيروس دبلوماسيين إلى القنصل الروماني، مقترحًا أنه يمكنه التحكيم في النزاعات بين روما وسكان جنوب إيطاليا. وأكد أن حلفاءه اعترفوا به كقاض وطالبوا بنفس الاعتراف من الرومان. رفض الرومان طلبه، ودخلوا السهل على يمين نهر سيريس، حيث أقاموا معسكرًا.
من غير المعروف عدد القوات التي غادرَ بها بيروس من تارانتوم، ويقدر أنه كان بحوالي 25-35000 جندي معه في هيراكليا. اتخذ موقعًا على الضفة اليسرى من نهر سيريس، على أمل أن يواجه الرومان صعوبة في عبور النهر، مما سيتيح له مزيدًا من الوقت لإعداد هجومه. أنشأ بعض وحدات المشاة الخفيفة بالقرب من النهر لإعلامه عندما بدأ الرومان في العبور، وخطط أولاً لمهاجمتهم بسلاح الخَيالة والفيلة. كان لدى فاليريوس لافينوس حوالي 42000 جندي تحت قيادته، بما في ذلك سلاح الخَيالة والفيليتز والرَماحه. ستكون هذه هي المرة الأولى في التاريخ التي يتصادم فيها اثنان من عمالقة الحرب المختلفين للغاية، الفيلق الروماني والكتائب المقدونية.

### المَعركة
عِندَ الفجرْ، بدأ الرومان في عبور نهر سيريس. على الأجنحة، هاجم سلاح الخَيالة الروماني الكشافة والمشاة الخفيفة، الذين أجبروا على الفرار. عندما علم بيروس أن الرومان قد بدأوا في عبور النهر، قاد خَيالته المقدونيين والثيساليين لمهاجمة الخَيالة الرومان. كما بدأ المشاة بالاشتباك، مع رماة السهام والمشاة الثقيلة. نجح سلاح الخَيالة في تعطيل تشكيل المعركة الروماني ثم انسحبوا. بدأ قاذفات بيروس ورماة القنابل ورماة السهام بالإطلاق وبدأت كتائبه الحاملة للساريسا بالهجوم. كان خط المشاة اليوناني مساويًا لطول خط الرومان، على الرغم من أن بيروس كان يتمتع بميزة صغيرة في العدد، إلا أن الكتائب كانت ذا عمق أكبر من الفيالق.
قامت الكتائب بسبع هجمات، لكنها فشلت في اختراق الفيالق. لقد قابلت عدوًا أقوى من أي عدو واجهته في أي وقت مضى. كذلك قام الرومان بسبع هجمات، لكنهم لم يتمكنوا من كسر الكتائب، وأستَمرت المعركة بدون مَيل الكفة لأحد الطَرفين. في مرحلة ما، أصبحت المعركة ضارية لدرجة أن بيروس - مدركًا أنه إذا سقط في القتال، فإن جنوده سيفقدون الامل ويهربون - وعِندما قام بتبديل درعه مع أحد حراسه الشخصيين بعد أن تَهَشم، قُتل هذا الحارس الشخصي في وقت لاحق، وعُثِرَ على درعه، فانتشرت الأخبار بين الرُتب بان بيروس قد سَقط. بدأت قوته تتأرجح، وأطلقَ الرومان هتافات مدوية في بداية الأحداث. بعد إدراكه لحجم الموقف، انطلق بيروس إلى الأمام، خالعاً خوذته، على غرار رجاله ليُظهر أنه لا يزال على قيد الحياة. عزز عرض الشجاع هذا عزمهم، صعدت هتافات مُدوية من الخط اليوناني، واحتدمت المَعركة.
غير قادر على كَسِر صفوف الفيالق الرومانية ومع أستمرار تَهديد سلاح الخَيالة الروماني لجناحه بشدة، نشر بيروس فيلة الحرب الخاصة به، والتي أبقاها في الخَلف حتى الآن، صُدمت الخيول عند رؤية هذه المخلوقات الغريبة التي لم يرها أحد من قبل، وألقت بالفيالق الرومانية في حالة من الهَلع، (بعد المَعركة أطلق الرومان فيما بعد على الفيل اسم "Lca bōs"، «ثور لوكانيا»). أطلق بيروس بعد ذلك سلاح الخَيالة الثيسالي بين جحافل الفيالق المُتَفككة، والتي أكملت هزيمة الرومان. فره الرومان مرة أخرى عبر النهر وسيطر بيروس على الميدان.
في رأي المؤرخ ديونيسيوس، فقد الرومان 15000 جندي وأسروا الآلاف. بينما يقول هيرونيموس 7000. بلغ إجمالي خسائر بيروس حَسب ديونيسيوس حوالي 11000 جندي، 3000 وفقًا لهيرونيموس. في كلتا الحالتين، يمكن اعتبار هذا الانتصار أقدم انتصاراته الباهظة ضد روما، والذي عُرف فيما بَعد كَمُصطلح عَسكري «النصر البيروسي».

## ما بعدَ الواقعة
بعد المعركة انضمت التعزيزات من جنوب إيطاليا إلى بيروس. تم ذبح الإغريق من ريدجو كالابريا الذين أرادوا الانضمام إليه من قبل الجنود الرومان تحت قيادة ديسيوس فيبيليوس، الذي أعلن حاكم المدينة. ثم بدأ بيروس في السير نحو روما. استولى على العديد من المدن الصغيرة في كامبانيا، ونهبت قواته لاتيوم. توقفت مسيرته في أناجني، على بعد مسيرة يومين من روما، عندما التقى بالجيش القنصلي الروماني الآخر بقيادة تيبريوس كورونكانيوس. كان بيروس يخشى أنه لم يكن لديه ما يكفي من الجنود للقتال، وكان يعلم أن لايفينوس وباربولا ربما كانا يسيران خلفه. وبدلاً من ذلك انسحب ولم يتبعه الرومان.